# ورسالس
ورسالس (انگلیسی: Versalles)یک منطقه مسکونی در کشور کلمبیا است.